# Loracarbef
Loracarbef (Handelsname Lorafem®) ist ein Arzneistoff aus der Gruppe der β-Lactam-Antibiotika, der in der Behandlung von Infektionen im Bereich von Hals, Nase und Ohren eingesetzt wird.  Er gehört zu den oralen Carbacephemen, einer Untergattung der Cephalosporine und wird der zweiten Generation zugeordnet. Das Wirkspektrum ist dem des ähnlichen Cefaclor vergleichbar, das sich strukturell durch ein Schwefelatom anstelle der Methylengruppe unterscheidet. Patentiert wurde es 1980 von Kyōwa Hakkō Kirin. Loracarbef ist seit 2006 in den USA, seit 2009 in Deutschland nicht mehr im Handel.

## Klinik & Pharmakologie
Die antibakterielle Aktivität von Loracarbef erstreckt sich auf Streptococcus pyogenes, Streptococcus pneumoniae, Haemophilus influenzae, Moraxella catarrhalis, Staphylococcus aureus, Staphylococcus epidermidis, Escherichia coli, Proteus mirabilis und Klebsiella pneumoniae. Die bakterizide Wirkung beruht auf einer Hemmung eines Enzyms, das für den Aufbau der Peptidoglycan-Zellwand benötigt wird.
Als mögliche  Nebenwirkungen sind Beschwerden im Magen-Darm-System (Übelkeit, Durchfall, Erbrechen), sowie Schwindel und Kopfschmerzen bekannt.
Die Bioverfügbarkeit liegt bei über 90 Prozent. Die Ausscheidung erfolgt renal.